# Stazione di Yeongjong
La stazione di Yeongjeong (영종역 - 永宗驛, Yeongjeong-yeok ) è una stazione ferroviaria lungo la linea AREX per l'aeroporto di Incheon situata nel quartiere di Jung-gu a Incheon, in Corea del Sud. La stazione è stata inaugurata il 26 marzo 2016.

## Linee
Korail
■ AREX (Codice: A071)

## Stazioni adiacenti
| «                    | Servizio   | »          |
| Linea AREX           | Linea AREX | Linea AREX |
| -------------------- | ---------- | ---------- |
| Cheongna             | Locale     | Unseo      |
| L'espresso non ferma |            |            |